# Матушевський Федір Павлович
Федір Павлович Матушевський (псевдоніми — Ф. Павлович, Шпонц та ін.; 20 червня (2 липня) 1869, Сміла, Черкаського повіту, Київської губернії — 2 листопада 1919, Афіни, Грецьке королівство) — український громадський діяч, публіцист, літературознавець, критик. Діяч Товариства українських поступовців, згодом Української демократично-радикальної партії і Української партії соціалістів-федералістів. Член Центральної Ради. 1919 р. — посол УНР у Грецькому королівстві.

## Життєпис

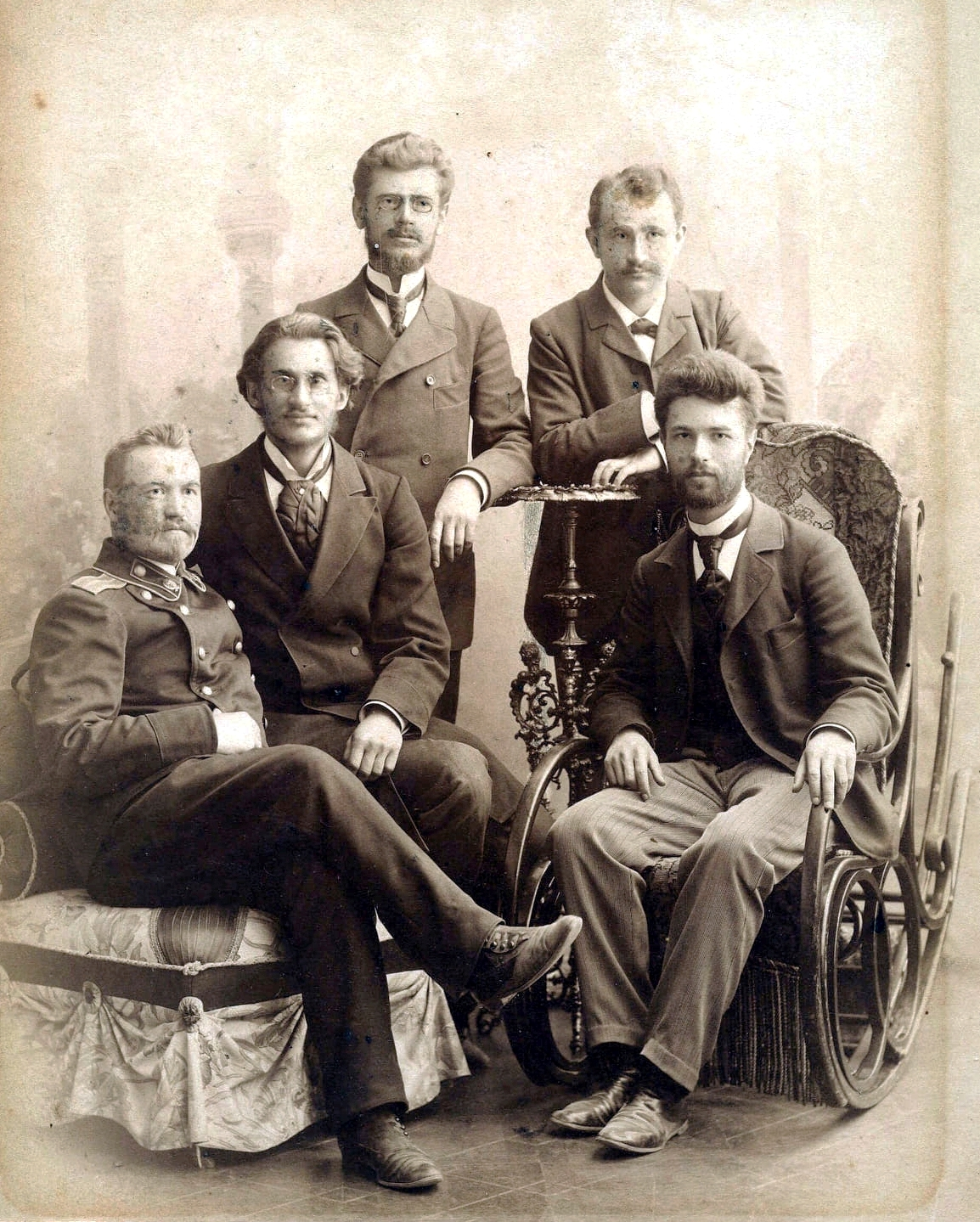
Світлина гурту «віківців». Сидять (зліва направо): О. Лотоцький, В. Доманицький, С. Єфремов. Стоять: Ф. Матушевський, В. Дурдуківський. Київ, початок 1900-х рр.

Народився в сім'ї священика 20 червня (2 липня) 1869 року в Смілі. Навчаючись у Київській духовній семінарії став активним членом українських гуртків, величезного значення тоді набуло для нього знайомство з видатним українським громадським діячем Олександром Кониським. Після закінчення семінарії вчителював у Черкасах та викладав у Київській духовній семінарії. З 1897 р. — член Загальноукраїнської безпартійної організації.
1898 р. до 100-річчя виходу «Енеїди» Івана Котляревського у співпраці з Сергієм Єфремовим і Василем Доманицьким видав збірник-альманах української поезії «Вік». З цього видання постало видавництво «Вік», перші книжки якого друкувалися в Черкасах, де працював Федір. Незважаючи на російські заборони та утиски, видавництво проіснувало до 1918 року і видало 140 назв книг. Тоді ж завдяки співпраці з журналом «Киевская старина» — першим в Україні історичним часописом — почалося становлення Матушевського-журналіста.
У 1898–1902 рр. — студент юридичного факультету Дерптського університету, де організував і очолював українську громаду. Під час однієї з петербурзьких поїздок у справах книговидання у домі Лотоцьких познайомився зі студенткою Жіночого медичного інституту Вірою Олександрівною Поповою, яка щиро переймалася українськими справами і вступила до численної української студентської громади Петербурга, серед членів якої були Дмитро Дорошенко, сестра Лесі Українки Ольга Косач та ін.
1902 р. за революційну діяльність виключений з університету.
1904 р. Федір та Віра обвінчалися на Харківщині. Цього ж року Федір повернувся до Києва та вступив до Української демократичної партії; з осені того ж року — член Української радикальної партії, з 1905 р. — Української демократично-радикальної партії (УДРП). 1905 року в Київ до чоловіка переїхала й дружина.
У подружжя народжується троє хлопців: Юрій (1905-1977), Борис (1907—1977) та Василь (1909—1941).
Певний час з кінця 1905 року родина мешкає у Боярці, де дружина-лікар отримала службове житло. Федір Павлович, оселившись у Боярці, поринув в активну літературну та журналістську працю. Тісна співпраця єднала його з Михайлом Грушевським, Борисом Грінченком, Сергієм Єфремовим, Юрієм Тищенком, Євгеном Чикаленком, Володимиром Леонтовичем, Методієм Павловським, Володимиром Дурдуківським та багатьма іншими подвижниками українства.
З січня 1906 р. Матушевський став головним редактором нової української газети «Громадська думка», а після заборони того ж року цього видання російським урядом — редактор її спадкоємиці — газети «Рада» — єдиної в підросійській Україні щоденної української газети. Фактично, Федір Павлович став одним з піонерів української журналістики в Наддніпрянській Україні.
Важливою подією в його житті став також «Український клуб» — літературно-художня громадська організація, заснована Миколою Лисенком 1908 року в Києві по вул. Володимирській, 42, де він був одним з учасників, а коли ця організація реорганізувалася в клуб «Родина», то Федора Павловича вже було обрано головою. Навесні 1917 р. з клубу «Родина» постане Українська Центральна Рада.
1907 р. виїхав до Санкт-Петербурга, де співробітничав з місцевим осередком Товариства українських поступовців (ТУП) та Доброчинним товариством для видання загальнокорисних і дешевих книжок.
У роки Першої світової війни 1914 року переїздить з родиною до Києва, оселившись на вулиці Столипінській (нині Олеся Гончара), 2.
1915 р. — один із засновників Українського комітету допомоги жертвам російської окупації Галичини; у 1915—1917 рр. — уповноважений Комітету Всеросійського союзу земств і міст Південно-Західного фронту для допомоги цивільному населенню, яке постраждало від воєнних дій. Продовжує очолювати клуб «Родина», який 1914 р. після початку війни і заборони всього українського російська влада все ж не закрила через появу при клубі шпиталю для поранених вояків.
Протягом 1917 р., особливо після того, як владу в Росії захопили більшовики, політичні погляди Матушевського помітно радикалізувалися, перетворившись із федералістських на незалежницькі. На жаль, загрозливий стан здоров'я не дозволив йому сповна поринути в активну громадсько-політичну роботу, проте з 1917 р. Федір Матушевський — член Тимчасового центрального комітету, пізніше — президії Союзу українських автономістів-федералістів; того ж року обраний до Української Центральної Ради від Тимчасової Ради УРДП. З серпня 1917 р. — член Комісії з розробки негайних заходів для розв'язання продовольчої кризи (при Малій раді); з жовтня 1917 р. — член Крайового комітету охорони революції в Україні.
У середині травня 1918 р. з родиною повертається жити до Боярки.
У січні 1919 р. прийняв важливу пропозицію Симона Петлюри виїхати до Афін, щоб очолити Надзвичайну дипломатичну місію Української Народної Республіки у Грецькому королівстві. Виїхав разом із 13-річним сином Юрком.
Разом з Модестом Левицьким — радником української місії — Федір Павлович почав видавати грецькою мовою «Грецько-українське рев'ю» з викладом української історії та багатовіковою традицією українсько-грецьких відносин. Тій же меті був підпорядкований його «Меморандум» для уряду Греції та закордонних дипломатів, що показав хист Федора Матушевського як здібного дипломата, економіста, культуролога.
21 жовтня (2 листопада) 1919 року помер від хвороби в Афінах у Грецькому королівстві, де й був похований.

## Творчість
Виступав із численними публіцистичними та історико-літературними нарисами, зокрема: «Божий чоловік. Пам'яті дорогого вчителя О. Я. Кониського» (1903); «В. Антонович при світлі автобіографії та даних історії» (1909); «З останніх літ життя В. М. Доманицького»; «Жертви перехідної епохи. Анатоль Свидницький. „Люборацькі“» (обидва — 1911).
Ряд праць присвятив життю і творчості Т. Шевченка, його ролі в історії української культури: «К. Брюллов і Шевченко» (1900); «Відвідувачі могили Т. Г. Шевченка» (1903); «Великі роковини. До 50-ліття смерті Тараса Шевченка» (1911); «Значення Т. Шевченка», «Поезія волі й правди» (обидві — 1914); «Суспільні й літературні впливи в першому періоді творчості Т. Г. Шевченка» (1916).
Рецензував твори українських письменників. Залишив спогади «Із щоденника українського посла» (опубл. 1938).
Окремі видання:
- Матушевський Ф. В. Б. Антонович при світлі автобіографії та даних історії // Син України: В. Б. Антонович. У 3 т. / Упоряд. : В. Короткий, В. Ульяновський. — К.,1997. — Т. 2. — С. 7-16.
- Матушевський Ф. Із щоденника українського посла // З минулого: Збірник / Ред. Р. Смаль-Стоцький. — Варшава, 1938. — С. 138—157.
- Матушевський Ф. Листи до М. -Коцюбинського // Листи до Михайла Коцюбинського / Упорядк. та комент. В. Мазного. — Ніжин, 2002. — Т. ІІІ: Карманський-Мочульський.– С. 333—335.
- Матушевський Ф. Кривава байка / Ф. Матушевський. — Київ: ВІК — 29 с. : іл. — (Наші справи ; № 15). [Архівовано 3 жовтня 2018 у Wayback Machine.]

## Вшанування пам'яті
- 12 грудня 2019 року у Історико-меморіальному музеї Михайла Грушевського (м. Київ) відкрилась виставка «Сага про Матушевських» на якій представлено матеріали з життя сім'ї Федора Матушевського.
- на честь Федора Матушевського названі вулиця у Смілі та провулок у Черкасах.